# إيفان يفريموف
إيفان أنطونوڤيتش يفريموف (22 أبريل 1907 - 5 أكتوبر 1972)، هو عالم أحفوريات سوفيتي من أصل روسي وكاتب قصصي في الخيال العلمي. ولد في قرية ڤيريتسا من إقليم لينينغراد (سان بطرسبورغ اليوم). شغف منذ يفاعته بالحفريات بحثاً عن المستحاثات، وشارك بدءاً من عام 1925 في بعثات علمية فيما وراء القفقاس وآسيا الوسطى وياكوتيا وشرقي سيبيريا والشرق الأقصى، وصار في عام 1929 عاملاً علمياً في متحف الجيولوجيا. وفي عام 1935 أتم دراسته في كلية الرصد الجيولوجي التابعة لمعهد لينينغراد للدراسات الجبلية، ثم نال درجة الدكتوراه في علم الأحياء (البيولوجيا). أشرف فيما بين العامين 1939 - 1959 على مخبر الفقاريات الدنيا لمعهد الإحاثة التابع لأكاديمية العلوم السوڤييتية، وهو مؤسس قسم علم تشكل الأحفوريات المعروف باسم تافونوميا في هذا المعهد. وصار رئيساً لعدد من البعثات العلمية في أنحاء مختلفة من الاتحاد السوڤييتي.
إضافة إلى كتب الخيال العلمي الأدبية فقد كتب إيفان أكثر من 100 بحث علمي، عن رباعيات الأطراف في العصر البرمي التي وجدت في روسيا، كما كتب عن علم التاريخ الحفري وقد طبع عدد من مؤلفاته باللغة الروسية إضافة إلى بعض اللغات.

## روابط خارجية
- إيفان يفريموف على موقع IMDb (الإنجليزية)
- إيفان يفريموف على موقع قاعدة بيانات الفيلم (الإنجليزية)